# 翡翠森林狼与羊
《翡翠森林狼与羊》（又名《暴风雨之夜》）是一部根据木村裕一的《狼与羊》系列绘本改编，由杉井仪三郎导演的动画电影。该电影讲述了野狼卡滋与小羊羊咩在一个暴风雨之夜偶然相遇并结交为友，共同寻找传说中狼与羊可以和平共处的“翡翠森林”的故事。

## 情节
在一个风雨交加的夜晚，小羊羊咩跑进一间黑暗的山间小屋避雨。在屋中，它遇到另一名避难者并相约为友，约定以“暴风雨之夜”为暗号再次碰头。第二天，羊咩却发现前来赴约的是一匹名叫卡滋的狼。虽然两者有很大差别，温和的卡滋和单纯的羊咩却很投契，它们之间的秘密友谊也逐渐加深。但很快，羊咩的羊群和卡滋的狼族发现了这个秘密，阻碍它们交往，还想让它们互相刺探对方阵营的秘密。因此，卡滋和羊咩开始翻越山脉，去寻找传说中狼和羊可以和平共处的“翡翠森林”。

## 制作与细节
该动画在表现映像质感时使用了新的手法，即在描画形象时把能够呈现出质感的身体、毛、影等素材分别画出，再在电脑上合成。这点与传统的平面式画法很不相同。同时，卡滋和羊咩站在一起的画面也分开来画，合计共重叠6张图。完成的画面就如电脑动画加上手绘动画一般，在具有立体感的同时让人感到柔软温暖。杉井仪三郎表示：“自电脑进入动画世界起，我就想总有一天要以电脑来尝试它不擅长的柔性绘图。这部作品就是我第一次完成的挑战。”
因要拍成电影，原作者木村裕一首次执笔剧本，然而在创作上却遇到了困难。在剧本的构思上，他有如下分析：
人类自出生起，他的本能和理性就一直在争战。人在刚出生时只拥有本能，长大后和各种人有了羁绊，若只靠本能是无法在社会上立足的。这种本能式的欲望是只有自己才能控制的，做不到的人会变成犯罪者。在人类必须求生存而无法逃避的情形下，应该每个人都会感觉到人与人之间要建立信赖关系会有很大困难。而这层困难，就是卡滋以绝妙的方式表现出人在本能和理性中间边挣扎痛苦边生存，但也意识到这才是该故事真正有趣的地方。
为了设计角色，江口摩吏介在东京上野动物园用数天观察狼和山羊。他说，“在那里我发现狼粗犷的动作和山羊的脸真丑。而且即使是公羊它的肚子也像怀孕一样鼓鼓的。”不管是卡滋还是羊咩，都是先从四只脚开始画起，江口摩吏介还把它们的前脚画得不符现实。对此，他表示：“这样一来，它们是用两只后脚来站立，就会看起来像是用前脚来骚头。”
导演杉井仪三郎将这部电影的基调称为“意大利式娱乐”。他称好莱坞电影在观赏时会觉得十分有趣，但电影一结束便让人产生“就这样而已？”的失落，但在欧洲意大利电影里，登场人物的生活感会从银幕上传达出来，“有一股温热的能量让人感觉到他们是活生生的人”。而且在看完电影后会有深深的感触留在心里，而他就想要拍这样的电影。
巧合的是，给卡滋和羊咩配音的两位声优的生日是同一天，好像弥补了两人整整十岁的差距，让工作中的两人配合得相当默契。

## 登場人物
羊咩/咩伊
配音：成宫宽贵（日本）；蔡康永(衛視電影台)/待查(東森幼幼台)（台灣）；林曉峰（香港）；待查（中國大陸）
卡茲/卡布
配音：中村狮童 （日本）；唐從聖(衛視電影台)/待查(東森幼幼台)（台灣）；葛民輝（香港）；待查（中國大陸）
咪咪
配音：小林麻耶（日本）；林曉培(衛視電影台)/待查(東森幼幼台)（台灣）；待查（香港）；待查（中國大陸）
塔布
配音：林家正蔵 （日本）；趙自強(衛視電影台)/待查(東森幼幼台)（台灣）；待查（香港）；待查（中國大陸）

## 叙事结构与评价
与大多数动画将友情穿插在主要情节中不同，这部动画把友情升华为主题，自始至终地把卡普和绵绵的友情作为一条清晰的主线贯穿整个剧情。故事使用了“相遇——相知——相守”这种一波三折的线性叙事结构，这是日式动画中很常见的一种剧作结构。它的节奏简单紧凑、内容清晰明了，能够在有限的时间内集中精力讲述一个复杂的故事。
该电影原作绘本曾荣获日本讲谈社出版文化绘本奖、产经儿童出版文化JR奖，并被收入日本小学语文教材，已译成十余种语言在欧美与亚洲各地出版。中国中央电视台的《第十放映室》节目曾于2008年和2009年两次播出该电影部分片段，对其进行介绍与赏析。